# Парникова і льодовикова Земля
Протягом історії клімату Землі (Палеоклімат її клімат коливався між двома основними станами: парниковим і льодовиковим. Обидва кліматичні стани тривають мільйони років, і їх не слід плутати з льодовиковими та міжльодовиковими періодами, які відбуваються як альтернативні фази в період льодовикового періоду і зазвичай тривають менше 1 мільйона років. В історії клімату Землі відомо п'ять льодовикових періодів, які відомі як гуронський, кріогенний, андсько-сахарський, пізній палеозойський і Пізнє кайнозойське зледіння. Вважається, що основними факторами, що впливають на зміни палеоклімату, є концентрація вуглекислого газу в атмосфері (CO2), зміни орбіти землі, довгострокові зміни сонячної постійної та океанічні та орогенні зміни внаслідок динаміки тектонічних плит. Тепличний і льодовиковий періоди зіграли ключову роль в еволюції життя на Землі, прямо чи опосередковано спонукаючи до біотичної адаптації та обороту в різних просторових масштабах у часі.

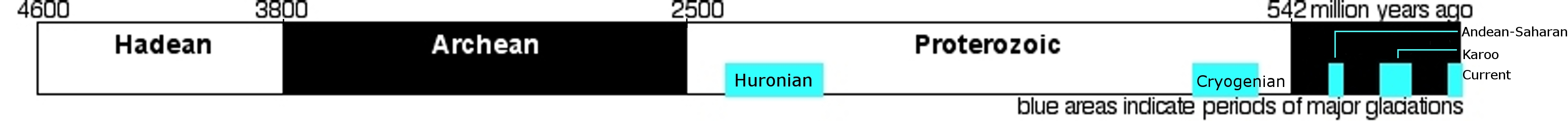
Хронологія п'яти відомих великих зледенінь, показана синім кольором. Періоди між ними зображують тепличні умови.

## Льодовикова Земля
Зараз Земля перебуває в льодовиковому стані, а льодовикові щити присутні на обох полюсах одночасно. Кліматичні проксі вказують на те, що концентрація парникових газів має тенденцію до зниження під час льодовикового стану на Землі. Подібним чином, глобальні температури також нижчі в умовах льодовикового стану. Тоді Земля коливається між льодовиковимими і міжльодовиковими періодами, а розмір і розподіл континентальних льодовикових покривів різко коливається. Коливання льодовикового покриву призводить до змін регіональних кліматичних умов, які впливають на ареал і поширення багатьох наземних і океанічних видів. У масштабах від тисяч до сотень мільйонів років клімат Землі змінювався від теплих до холодних інтервалів у діапазонах, необхідних для життя. У фанеразойському еоні було три періоду (ордовик, карбон і кайнозой), кожен з яких тривав десятки мільйонів років і опускав лід до рівня моря в середніх широтах. Під час цих холодних інтервалів «льодовиків» рівень моря, як правило, був нижчим, рівні CO² в атмосфері були нижчими, чистий фотосинтез і поховання вуглецю були нижчими, а океанічний вулканізм був нижчим, ніж під час альтернативних «теплових» інтервалів. Переходи від фанерозойських льодовикових до парникових інтервалів збігалися з біотичним кризами або катастрофічними подіями вимирання, що вказує на складні зворотні зв'язки між біосферою та гідросферою.
Льодовиковий і міжльодовиковий періоди мають тенденцію чергуватися відповідно до сонячних і кліматичних коливань, поки Земля врешті не повертається до тепличного стану.
Сучасний льодовиковий період Землі відомий як четвертинний льодовиковий період і почався приблизно 2,58 мільйона років тому. Однак льодовиковий покрив існував в Антарктиці приблизно 34 мільйона років. Зараз Земля перебуває в міжльодовиковому періоді, який почався приблизно 11 800 років тому. Земля, ймовірно, поступово перейде в інший міжльодовиковий період, такий як єємський період, який стався між 130 000 і 115 000 років тому, під час якого можна спостерігати докази існування лісу у Нордкапі, Норвегія, і бегемотів у річках Рейн і Темза. Очікується, що Земля продовжить перехід між льодовиковими і міжльодовиковими періодами до припинення четвертинного льодовикового періоду, а потім перейде в інший парниковий стан.

### Причини
Добре встановлено, що існує сильна кореляція між низьким рівнем CO² і станом льодовика. Однак це не означає, що зниження CO² в атмосфері є основною рушійною силою переходу до стану льодовика. Швидше це може бути індикатором інших сонячних, геологічних і атмосферних процесів, що діють
Потенційні чинники попередніх станів льодовикового періоду включають рух тектонічних плит і відкриття та закриття океанічних воріт. Вони, здається, відіграють вирішальну роль к перетворенні Землі в стан льодовикового періоду, оскільки тектонічні зрушення призводять до транспортування прохолодної глибокої води, яки циркулює до поверхні океану та сприяє розвитку льодового покриву на полюсах. Приклади зсувів океанічних течій в результаті динаміки тектонічних плит включають відкриття Тасманійських воріт 36,8 мільйонів років тому, які розділяли Австралію та Антракдиту, і відкриття протоки Дрейка 32,8 мільйонів років тому шляхом відокремлення Південної Америки. І вважається, що Антарктида сприяла розвитку Антарктичного льодовикого покриву. Закриття Панамського перешийка та Індонезійського морського шляху приблизно 3-4 мільйона років тому також може бути причиною поточного стану льодовика на Землі. Одним із запропонованих чинників Ордовицького льодовикового періоду була еволюція наземних рослин. Відповідно до цієї парадигми, швидке збільшення фотосинтетичної біомаси поступово CO² з атмосфери та замінювало його зростаючими рівнями 0², що викликало глобальне похолодання. Одним із запропонованих чинників четвертинного льодовикового періоду є зіткнення Індійського субконтиненту з Євразією з утворенням Гімалаїв і Тибетського нагір'я. Згідно с цією парадигмою, результучне континентальне підняття виявило величезну кількість невивітреної силікатної породи CaSio³, який прореагував з CO² з утворенням CaCO³ (вапно) і SiO² (кремнезем).

## Переходи

### Причини
Еоцен, який відбувся між 53 і 49 мільйонами років тому, був найтеплішим температурним періодом на Землі за 100 мільйонів років.
Однак «суперпарниковий» період зрештою перетворився на льодовиковий період наприкінці еоцену. Вважається, що зниження CO 2 викликало зміни, але механізми позитивного зворотного зв'язку могли сприяти охолодженню.
Найкращий наявний запис про перехід від льодовикового до тепличного періоду, коли існувало рослинне життя, відноситься до пермського періоду, який стався приблизно 300 мільйонів років тому. Значний перехід відбувся 40 мільйонів років тому, і Земля змінилася з вологої, льодовикової планети, на якій тропічні ліси вкривали тропіки, до жаркого, сухого та вітряного місця, де мало що може вижити. Професор Ізабель П. Монтаньєс з Каліфорнійського університету в Девісі, яка досліджувала цей період часу, виявила, що клімат «дуже нестабільний» і «відзначається падінням і підвищенням рівня вуглекислого газу».

### Впливи
Перехід еоцен-олігоцен був останнім і стався приблизно 34 мільйони років тому. Це призвело до швидкого глобального похолодання, заледеніння Антарктиди та серії подій біотичного вимирання. Найдраматичнішою подією зміни видів, пов'язаною з цим періодом часу, є Grande Coupure, період, під час якого європейські види ссавців, що живуть на деревах і харчуються листям, були замінені мігруючими видами з Азії.

### Дослідження
Палеокліматологія — це галузь науки, яка намагається зрозуміти історію тепличних і льодових умов протягом геологічного часу. Вивчення кернів льоду, дендрохронології, океанських і озерних відкладень (Варва), палінології (палеоботаніки), ізотопного аналізу (наприклад, радіометричного датування та аналізу стабільних ізотопів) та інших кліматичних проксі дозволяє вченим створювати моделі тепличного балансу Землі в минулому та отриманий клімат. Одне дослідження показало, що рівень вуглекислого газу в атмосфері протягом пермського періоду вік коливався вперед і назад між 250 частками на мільйон, що близько до сьогоднішнього рівня, до 2000 частин на мільйон. Дослідження озерних відкладень свідчать про те, що «тепличний» або «суперпарниковий» еоцен перебував у «постійному стані Ель-Ніньйо» після того, як глибина океану нагрілася на 10 °C і температура поверхні на високій широті закрила Тихий океан.
Ель-Ніньйо — Південне коливання. Для палеоцен-еоценового термального максимуму була запропонована теорія раптового зменшення ізотопного складу вуглецю глобального неорганічного вуглецю на 2,5 частини на мільйон. Гіпотезою, висунутою для цього падіння ізотопів, було збільшення гідратів метану, пусковий механізм якого залишається загадкою.
Збільшення вмісту метану в атмосфері який є потужним, але короткочасним парниковим газом, підвищило глобальну температуру на 6 °C за допомогою менш потужного вуглекислого газу.

## Список льодовикових і тепличних періодів
• Парниковий період тривав від 4,6 до 2,4 мільярдів років тому.
• Гуронське зледеніння — льодовиковий період, який тривав від 2,4 до 2,1 мільярда років тому.
• Парниковий період тривав від 2,1 мільярда до 720 мільйонів років тому.
• Кріогенний період — льодовиковий період, який тривав від 720 до 635 мільйонів років тому, протягом якого вся Земля часом була покрита льодом.
• Парниковий період тривав від 635 мільйонів років тому до 450 мільйонів років тому.
• Андо-Сахарське зледеніння — льодовиковий період, який тривав від 450 до 420 мільйонів років тому.
• Оранжерейний період тривав від 420 мільйонів років тому до 360 мільйонів років тому.
• Пізній палеозойський льодовиковий період — льодовиковий період, який тривав від 360 мільйонів до 260 мільйонів років тому
• Оранжерейний період тривав від 260 мільйонів років тому до 33,9 мільйонів років тому.
• Пізньокайнозойська льодовикова ера — сучасний льодовиковий період, який почався 33,9 мільйона років тому.

## Сучасні умови
В даний час Земля перебуває в стані льодового клімату. Приблизно 34 мільйони років тому в Антарктиді почали формуватися крижані покриви ; льодовикові покриви в Арктиці почали формуватися лише 2 мільйони років тому. Деякі процеси, які могли призвести до нинішнього льодовиків, можуть бути пов'язані з розвитком Гімалайських гір і відкриттям протоки Дрейка між Південної Америкою та Антрактидою, але моделювання кліматичних моделей свідчить про те, що раннє відкриття протоки Дрейка зіграло лише обмежену роль, а пізніше звуження Тетіс і Центральноамериканських морських шляхів є важливішим для пояснення спостережуваного кайнозойського похолодання. Вчені спробували порівняти минулі переходи між льодовиком і оранжереєю і навпаки, щоб зрозуміти, який кліматичний стан Землі буде наступним.
Без впливу людини на концентрацію парникових газів наступним станом клімату був би льодовиковий період. Прогнозовані зміни в орбітальному впливі припускають, що за відсутності антропогенного глобального потепління наступний льодовиковий період розпочнеться принаймні через 50 000 років (див.Цикли Міланковича), але триваючі антропогенні викиди парникових газів означають наступний кліматичний стан бути парниковим періодом Землі. Постійний лід насправді є рідкісним явищем в історії Землі і виникає лише разом з ефектом льодовикового дому, який вплинув приблизно на 20 % історії Землі.